# Édouard Rochet
Pour les articles homonymes, voir Rochet.
Édouard Rochet, né le 7 février 1867 à Lyon, où il est mort le 12 avril 1945,, est un industriel français, à l'origine de la création de la firme Rochet-Schneider à Lyon avec Théodore Schneider. Il sortit major de sa promotion à La Martinière de Lyon.

## Hommages
- Le nom d'Édouard-Rochet a été donné à une voie dans le 8e arrondissement de Lyon[5].